# بونجويني
بونغويني هي قرية تقع في جزيرة أنجوان في جزر القمر. بلغ عدد سكانها 1,533 نسمة حسب إحصاء عام 1991. و2,699 في تقدير عام 2009.